# Swada
Swada (zapis stylizowany: Sw@da), właśc. Wiktor Szczygieł – polski producent muzyczny pochodzenia kolumbijskiego, tworzący na samplerach, syntezatorach i sekwencerach, który nagrywa muzykę z pogranicza elektroniki i folku, zaś sam określa swoją twórczość jako „podlaski bounce”. 

## Historia
Wiktor Szczygieł opisał projekt Sw@da jako „próbę usłyszenia tego, co by było, gdyby młodzież w białoruskich wioskach pod Hajnówką miała w 1989 dostęp do samplerów MPC i automatów TR – 808”. Podkreślił też, że istotą projektu jest „nie tylko zestawienie inspiracji ludowych z pozornie odległych części świata, ale także znalezienie płaszczyzny funkcjonowania muzyki tradycyjnej jako rdzenia utworów o undergroundowo-basowym charakterze”.
W 2019 tworzył projekt muzyczny razem z raperami: Maciejem „MC Dzidkiem” Dzitkowskim i Niką „Niczos” Jurczuk oraz wokalistką Wiolettą Bociuk. W tym samym roku otrzymał wyróżnienie na 22. Festiwalu Muzyki Folkowej Polskiego Radia „Nowa Tradycja” za „śmiałe zderzenie odległych zjawisk muzycznych i kulturowych”. W 2021 razem z Karoliną Cichą stworzył muzykę dla wystawy przygotowywanej przez instytucję Xylopolis Centrum Sztuki i Nauki o Drewnie, a za nagrany wspólnie album studyjny pt. Sad (2022) uzyskał nominację do nagrody Fryderyka w kategorii album roku muzyka korzeni. 
29 listopada 2024 wydał album pt. #InDaWoods, który nagrał z Niką „Niczos” Jurczuk. Płytę promowali singlem „Lusterka”, z którym 14 lutego 2025 zajęli drugie miejsce w finale programu Wielki Finał Polskich Kwalifikacji do Konkursu Piosenki Eurowizji 2025.

## Kontrowersje
11 lutego 2025 Ministerstwo Informacji Republiki Białorusi wpisało oficjalne konto w serwisie Instagram należące do Swady na listę „ekstremistów”.

## Dyskografia

### Albumy
| Rok  | Dane dot. minialbumu                                                         |
| ---- | ---------------------------------------------------------------------------- |
| 2022 | Sad - Wydany: 14 października 2022 - Format: CD, digital download, streaming |
| 2024 | #InDaWoods - Wydany: 29 listopada 2024 - Format: Digital download, streaming |